# الطريق الوطني رقم 2 (الجزائر)

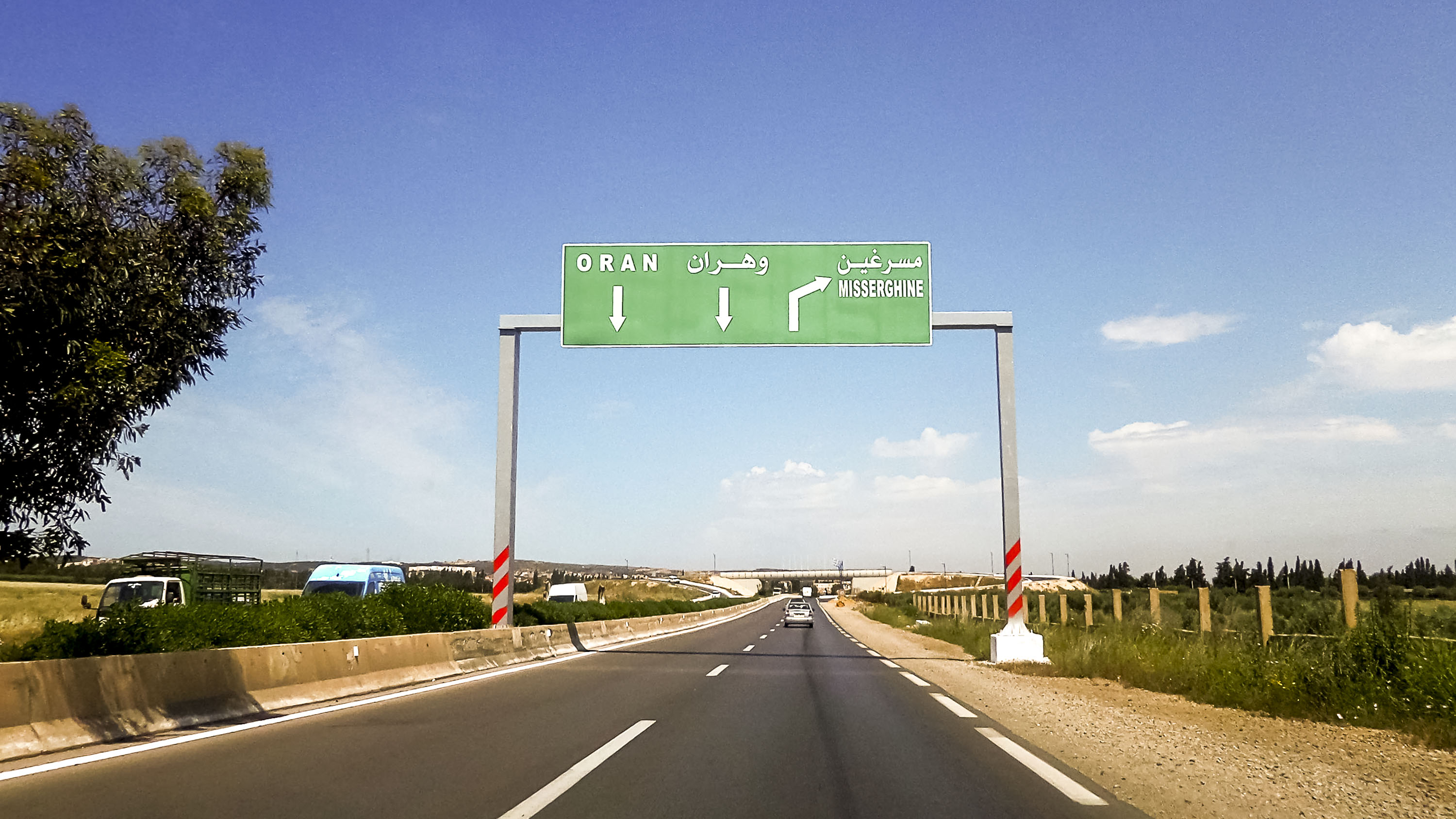

الطريق الوطني 2 ( ط.وط 2 أو وط 2 ) في الجزائر هو طريق شمالي إلى الجنوب الغربي بطول 147 كم بين ميناء المرسى الكبير في ضواحي وهران ومدينة تلمسان. النصف الأول بين مخرج وهران وعين تموشنت هو طريق مزدوج مع مسالك منفصلة.

## المناظر الطبيعية
يبدأ الطريق من كورنيش ميناء مرسى الكبير العسكري قبل ان يلتف بجبل مرجاجو والوصول إلى ميناء الصيد البحري لوهران بعد المرورعبر نفق بطول 160 متر. ثم يعبر الطريق مدينة وهران لمسافة 5 كم إلى ان يصل إلى المخرج الجنوب الغربي للمدينة على مستوى الطريق الالتفافي الثالث.ثم يعبر السهل الزراعي الذي يحيط بسبخة وهران في مسرغين حتى حاسي الغلة قبل أن يلج مدينة عين تموشنت. ثم يصعد فيما بعد تلال واد سنان حتى عين الكيحل ثم من خلال المنطقة السفلى لجبل من جبال السبعة شيوخ يصل بن سكران حيث يجب عليه اجتياز وادي إيسر العميق عن طريق جسر بطول 55 متر.ويستمر حتى منعرجات ضيقة للمناطق الزراعية عمير و شتوان لينتهي به المطاف بالتقاطع مع الطريق الوطني رقم 7 إلى الجنوب الشرقي من مدينة تلمسان.

## تاريخ
تم بناء جسر وادي إيسر الذي فتح الطريق الأقصر من وهران إلى تلمسان من قبل المهندسين العسكريين الفرنسيين في عام 1849. تم إنشاء الطريق الوطني رقم 2 بموجب مرسوم في 16 يوليو 1864 ليربط المرسى الكبير بتلمسان على مسافة 149 كم.
في أوائل 2000، قررت الحكومة الجزائرية انجاز ازدوجية الطريق من وهران إلى تلمسان مع انجاز اجتناب كل من مدن مسرغين، بوتليليس، العامرية، حاسي الغلة، المالح و عين تموشنت ولكن بعد عين تموشنت، ازدواجة الطريق المنجزة كانت على طول الطريق الوطني رقم 35 والطريق الوطني رقم 22  المار عبر الرمشي وليس الطريق الوطني رقم 2.

## مسار
- المرسى الكبير (الكيلومتر 0)
- ساحة 1 نوفمبر 1954 (بلاس دارم)، وهران (الكيلومتر 9)
- دوار مروري المنطقة العسكرية الثانية في وهران (الكيلومتر 12.5)
- دوار مروري جادة فارس الهواري وهران (الكيلومتر 13)
- محول على الطريق الدائري الثالث في وهران (الكيلومتر 13.5)
- حاسي بوعمامة (15 الكيلومتر )
- حي بن عربة الطريق الولائي 91 (الكيلومتر 17.5)
- محول على الطريق الدائري الرابع في وهران (الكيلومتر 13.5)
- الطريق المنحدر من طريق وهران الجنوبي الدائري (الكيلومتر 18)
- المحول شرق المسيرغيين (الكيلومتر 21)
- المحول جنوب المسيرغيين الطريق الولائي 33(الكيلومتر 22)
- المحول غرب المسيرغين (الكيلومتر 25)
- بريدة (الكيلومتر 34)
- تقاطع شرق بوتليس (الكيلومتر 37)
- تقاطع غرب بوتليس (الكيلومتر 40)
- دوار مروري شرق العامرية (الكيلومتر 50)
- دوار مروري غرب العامرية (الكيلومتر 53)
- الطريق الاجتنابي  حاسي الغيلة (الكيلومتر 61)
- الطريق الاجتنابي الملاح (الكيلومتر 69)
- عين تموشنت (الكيلومتر 81)
- عين الكيحل (الكيلومتر 97)
- قرية عين تاقبالت (الكيلومتر 105)
- بن سكران (الكيلومتر 116)
- عمير (الكيلومتر 124)
- المحول  رقم 65 الطريق السيار شرق-غرب (الكيلومتر 131)
- شتوان (الكيلومتر 143)
- تلمسان تقاطع الطريق الوطني رقم 7 (الكيلومتر 147)